# Serra dels Covarxos
La Serra dels Covarxos és una serra situada al municipi de Margalef a la comarca del Priorat, amb una elevació màxima de 587 metres.